# Hamacreadium shawi
Hamacreadium shawi är en plattmaskart. Hamacreadium shawi ingår i släktet Hamacreadium och familjen Opecoelidae. Inga underarter finns listade i Catalogue of Life.